# Calophyllum calaba
Calophyllum calaba là một loài thực vật có hoa trong họ Calophyllaceae. Loài này được L. mô tả khoa học đầu tiên năm 1753.